# Phalaenopsis tetraspis
Phalaenopsis tetraspis är en orkidéart som beskrevs av Heinrich Gustav Reichenbach. Phalaenopsis tetraspis ingår i släktet Phalaenopsis och familjen orkidéer. Inga underarter finns listade i Catalogue of Life.

## Bildgalleri

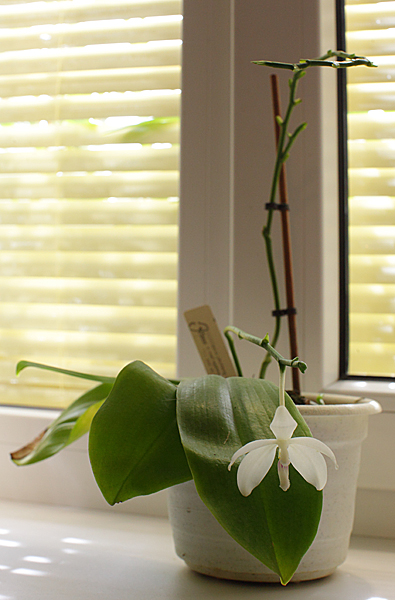
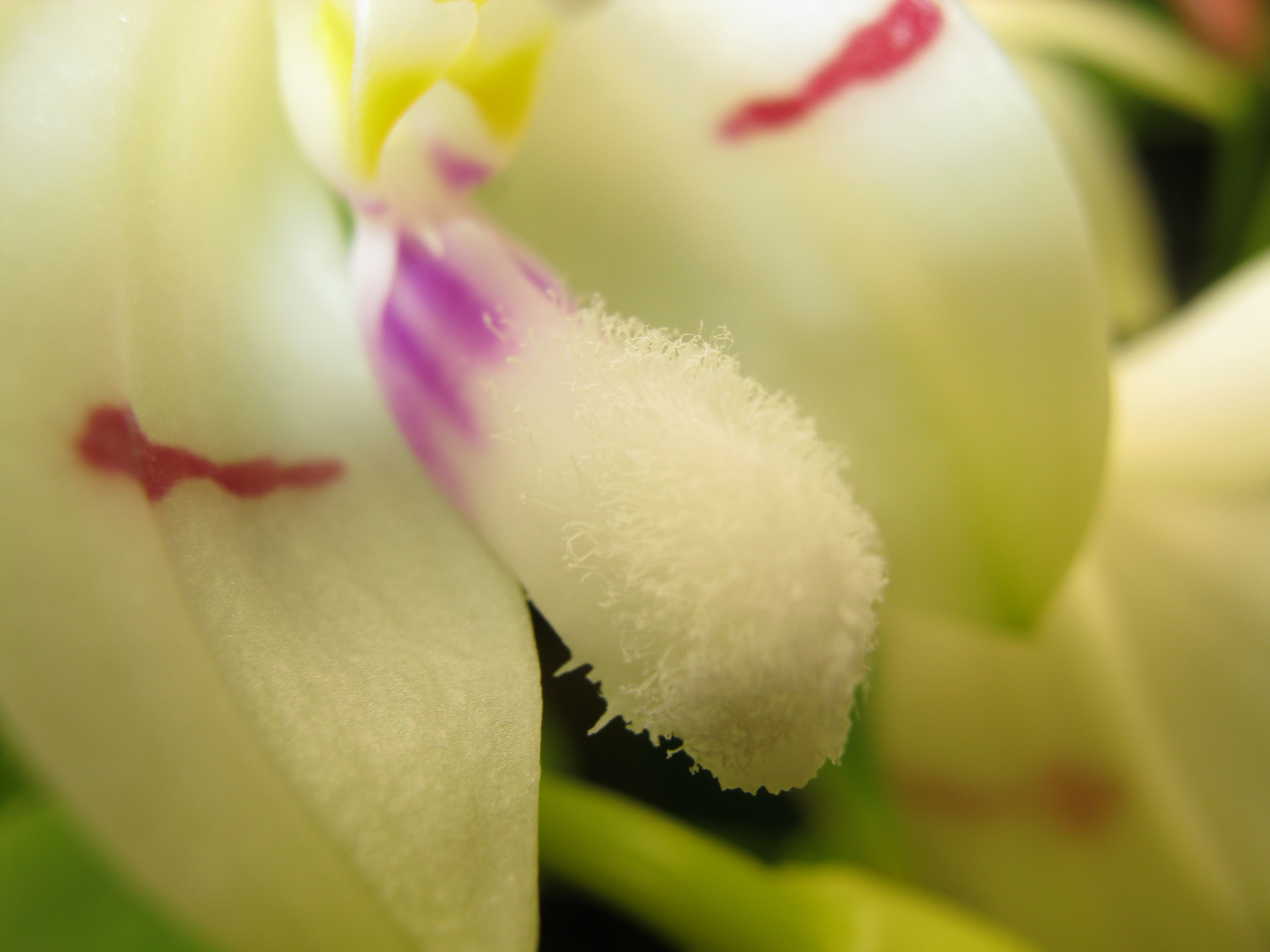
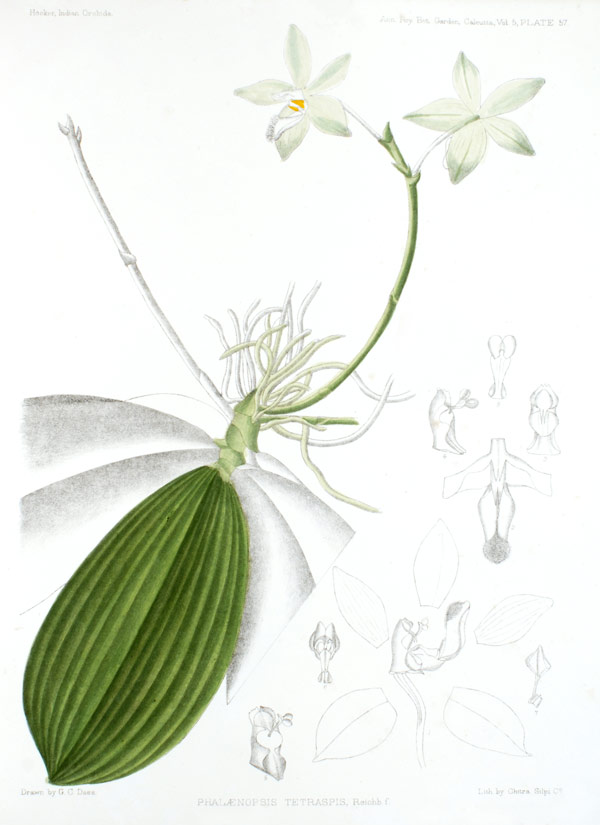
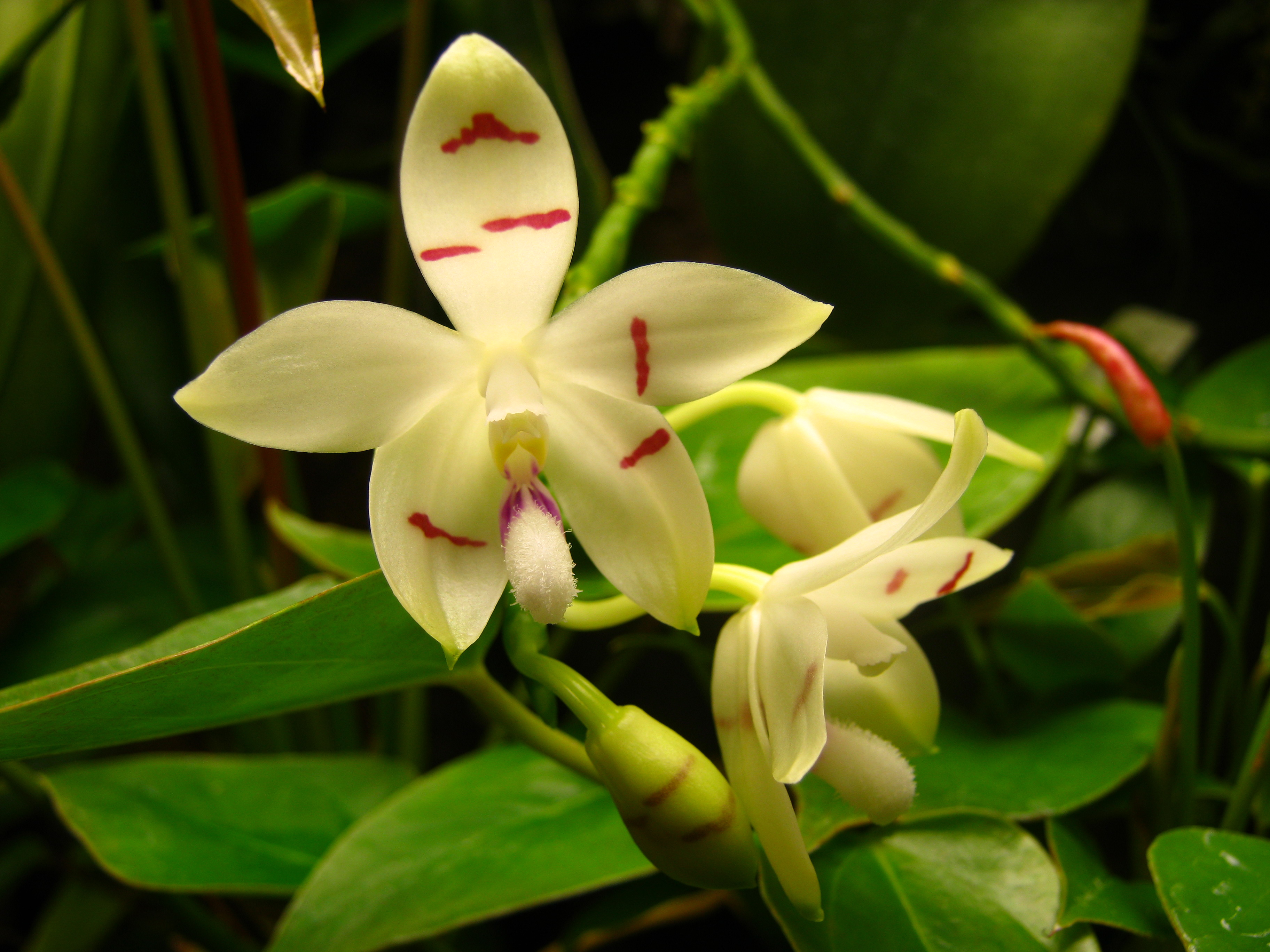
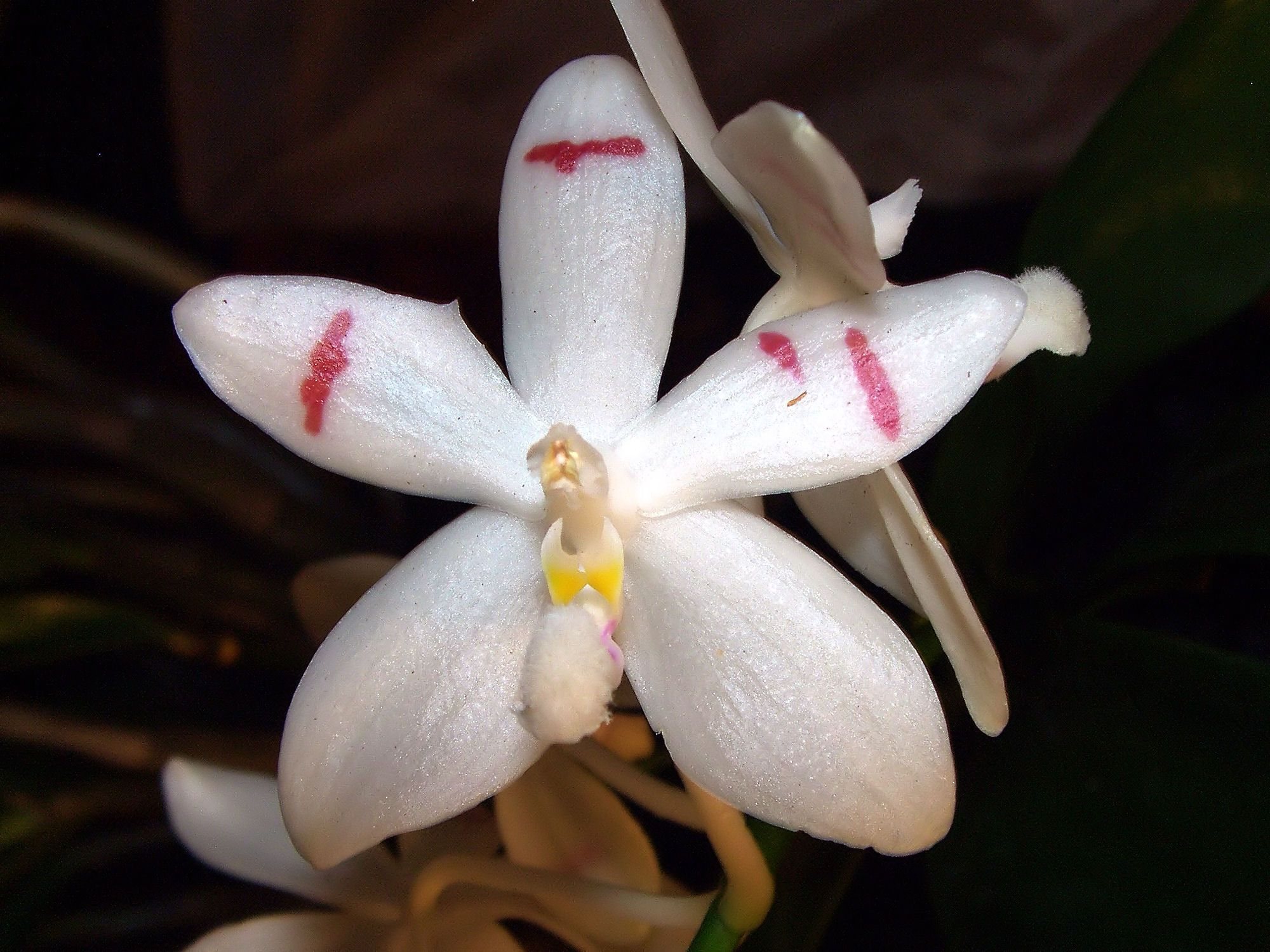